# Walking on a Thin Line
Walking On A Thin Line jest to trzeci album studyjny grupy Guano Apes.

## Lista utworów
1. You Can’t Stop Me – 3:13
2. Dick – 2:42
3. Kiss The Dawn – 5:21
4. Pretty In Scarlet – 3:40
5. Diokhan – 3:36
6. Quietly - 3:40
7. High – 3:23
8. Sing That Song – 3:02
9. Scratch The Pitch – 3:47
10. Plastic Mouth – 4:04
11. Storm – 3:47
12. Sugar Skin – 4:13

Wydano również limitowaną edycję digipak z dwoma dodatkowymi utworami: Electric Nights (umieszczonym na płytce pomiędzy utworami Diokhan i Quietly) oraz Counting The Days (umieszczonym na płytce pomiędzy utworami Plastic Mouth i Storm).
1. Electric Nights – 3:26
2. Counting The Days – 3:38